# Homar amerykański

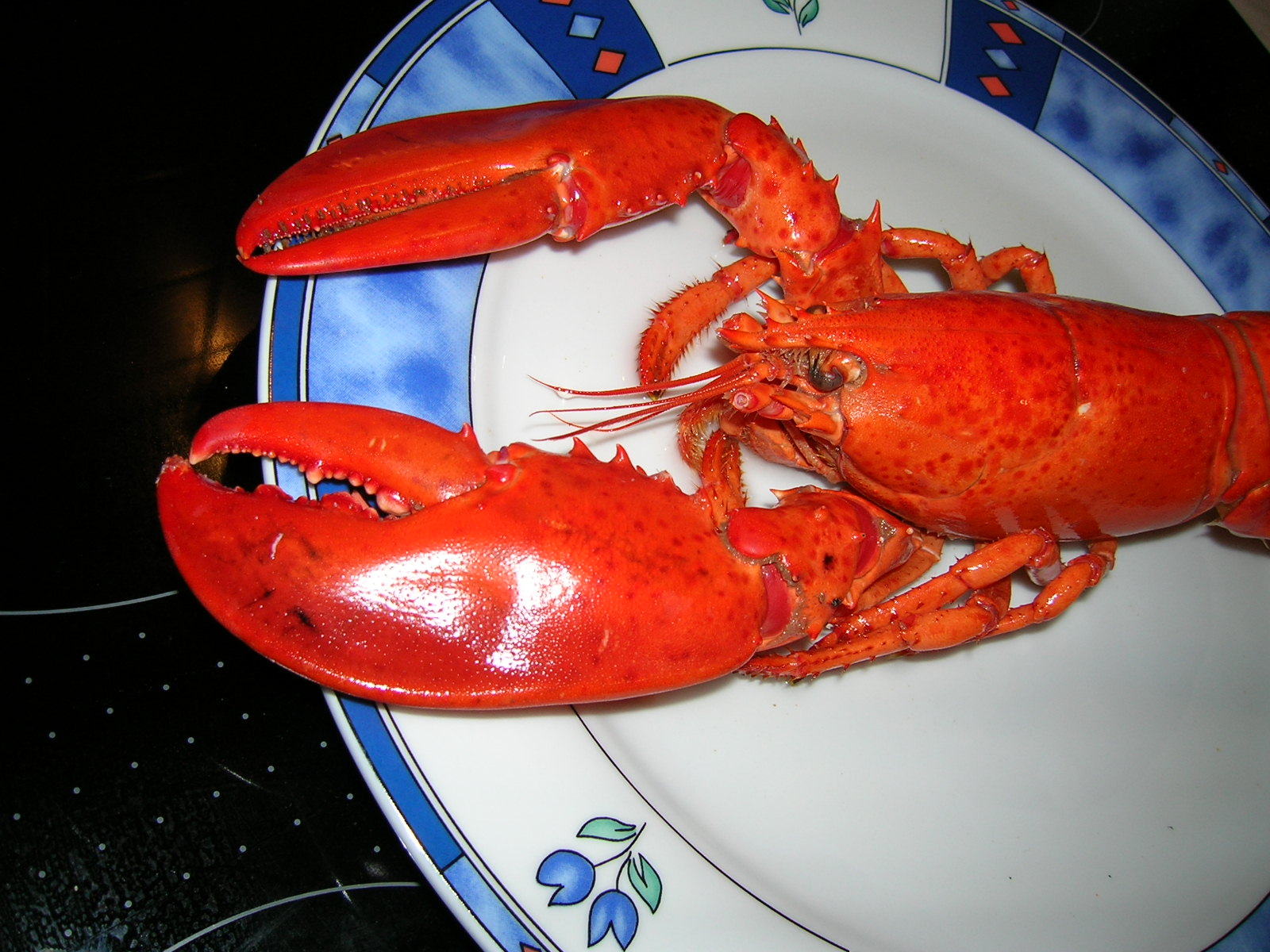
Homar jest cenionym owocem morza. Po ugotowaniu jego pancerz zmienia kolor na czerwony

Homar amerykański (Homarus americanus) – gatunek skorupiaka z rzędu dziesięcionogów i rodziny homarów (Nephropidae). Najcięższy skorupiak świata, jeden z najbardziej znanych i poławianych gatunków homarów i jeden z najważniejszych ekonomicznie i ekologicznie bezkręgowców.

## Występowanie i środowisko
Homarus americanus występuje głównie wzdłuż północno-wschodnich wybrzeży Stanów Zjednoczonych (zwłaszcza Maine) oraz Kanady, (Nowa Fundlandia i Labrador). 
Zamieszkuje głębokie i zimne wody, o skalistym podłożu, w którym może znaleźć schronienie przed drapieżnikami. Jest samotnikiem aktywnym nocą, wtedy również żeruje.

## Budowa
Homar amerykański jest większy od homara europejskiego. Jego ciało ma barwę oliwkowozieloną, niebieskawą lub zielonobrązową. Ma od 20 do 60 cm długości, masę ciała od 0,5 do 4 kg, aczkolwiek złowiono również okazy mierzące ponad 100 cm, o wadze 20,14 kg. Na każde z oczu złożonych składa się 14 tys. pojedynczych ommatidiów.

## Biologia
Dojrzałość osiąga w wieku ok. 4 lat i od tego momentu zmienia pancerz mniej więcej raz na rok, wcześniej zmienia go o wiele częściej. Kiedy zbliża się okres linienia, nowy pancerz zaczyna rosnąć bezpośrednio pod starym. Przygotowywany do zrzucenia pancerz twardnieje, ciemnieje i pokrywa się czarnymi plamkami. Następuje pęknięcie na linii biegnącej wzdłuż całego pancerza, który zaczyna rozdzielać się na dwie części, aby w końcu odpaść. Szczypce i odwłok zostają odrzucone w następnej kolejności. Ponieważ nowy pancerz jest bardzo delikatny, w ciągu pierwszych tygodni po linieniu homar amerykański jest podatny na zranienia, nie może wykonywać szybkich ruchów niezbędnych do obrony szczypcami. Z łatwością może paść ofiarą innego homara, zwłaszcza samicy chroniącej złożone przez siebie jaja, która jest w tym okresie bardzo zaborcza i agresywna.
Jaja homara amerykańskiego są zielone i bardzo małe, mają ok. 1 mm średnicy. Samica nosi je przyczepione pod odwłokiem około miesiąca, później jaja odrywają się i wykluwają się larwy – żywiki. Liczba jaj złożonych przez jedną samicę oscyluje między 10 a 1000, ale wskaźnik przeżycia jest bardzo niski, ok. 0,1%.

## Zagrożenia
Naturalnym wrogiem homara amerykańskiego jest dorsz atlantycki i inne drapieżne ryby (głównie plamiak i flądra), a także większe homary. Przełowienie dorsza przyczyniło się do znaczącego wzrostu populacji homara.

## Znaczenie gospodarcze
Jest poławiany ze względu na smaczne mięso i zalicza się go do owoców morza (frutti di mare). 